# Olga Prats
Maria Olga Douwens Prats, conhecida como Olga Prats ComSE (Cascais, Cascais, 4 de novembro de 1938 – Cascais, Parede, 30 de julho de 2021), foi uma professora, pedagoga e pianista portuguesa.

## Biografia como música
Olga Prats, nasceu no dia 4 de Novembro de 1938 em Cascais.
Iniciou a sua formação aos cinco anos de idade com a sua mãe que era professora de piano e aos seis anos com o professor e pedagogo João Maria Abreu e Motta, a título particular, tendo realizado o seu primeiro recital no Teatro Municipal de São Luís, aos catorze anos (em 1952). 
com dezanove anos, concluiu o curso de piano no Conservatório Nacional de Lisboa, ainda com o professor João Maria Abreu e Motta e o seu aperfeiçoamento fez-se com Telma Sá e Costa. 
Seguidamente, com o auxílio de duas bolsas (uma delas do Instituto de Alta Cultura), frequentou cursos de aperfeiçoamento em Colónia, na Escola Superior de Música, durante dois anos, nos quais teve como professores Gaspar Cassadó e Karl Pillney e como bolseira pelo governo alemão em parceria com a Fundação Calouste Gulbenkian, em 1959 em Friburgo, sendo seus professores Carl Seeman e Sándor Végh. 
Durante os seus estudos na Alemanha Ocidental, ganhou o prémio para melhor estudante estrangeira em 1958, para além de ter tocado frequentemente com orquestras e a solo, tendo obtido as melhores críticas da imprensa. 
Quando regressou a Portugal, em 1960, continuou a sua formação musical com Helena Sá e Costa, tendo ganho em 1965 ainda como sua aluna, o Prémio Luís Costa, atribuído à melhor intérprete de música espanhola. 
Frequentou posteriormente diversos cursos internacionais em Santiago de Compostela, os Cursos do Estoril e o de Música Contemporânea de Darmstadt sob a orientação de Rudolf Baumgartner, Jean Françaix e Karl Engel.
Foi convidada para ser professora de piano nas classes de música de câmara de Paul Tortelier, Ludwig Streicher e Karen Georgian.
Tocou com inúmeras orquestras, de entre muitas outras destacam-se: Orquestra de Câmara do Festival de Pommersfelden; Orquestra Gulbenkian; Orquestra Sinfónica de Buenos Aires; Orquestra do Porto; Orquestra Sinfónica da Emissora Nacional. 
Interpretou um grande leque de compositores, desde Bach, passando por Schumann, Brahms e Stravinsky. Mesmo com este vasto repertório e amplitude de estilos musicais de compositores que intrepertou ao longo da sua atividade, privilegiou sobretudo a música de câmara.
Deu especial relevo à produção contemporânea, desde a música de compositores portugueses de música de salão do século XIX à de Fernando Lopes Graça (este já do século XX) e até à música de Astor Piazzola, tendo sido a primeira em Portugal a interpretá-la e a gravá-la. 
Foi membro fundador de vários grupos: Duo de piano e violeta com Ana Bela Chaves (1969); Grupo de Câmara do Festival do Estoril; Opus Ensemble (em 1980); Colecviva - Grupo Experimental de Teatro Musical Contemporâneo (1975). 
Colaborou com diversos compositores de relevo, com destaque para Fernando Lopes-Graça, Constança Capdeville e António Victorino d'Almeida, que lhe dedicaram várias obras e dos quais estreou e gravou muitas outras. 
Foi durante catorze anos (entre 1970 e 1984) professora do Conservatório Nacional e integrava desde 1983 o corpo docente da Escola Superior de Música de Lisboa, onde foi coordenadora da classe de Música de Câmara, para além de ser orientadora de vários cursos dedicados à música portuguesa do século XX e à música de câmara. 
Para além da docência, da gravação e das atuações ao vivo que efetuava com o grupo Opus Ensemble, prosseguia uma intensa atividade como jurada em concursos de interpretação nacionais e internacionais, de entre outros: Concurso de Música de Câmara da Rádio da Baviera; Concurso Internacional de Piano Viana da Motta; Prémio Jovens Músicos; Prémio José Afonso. 
Foi membro do Conselho das Antigas Ordens Militares.
Morreu a 30 de julho de 2021, na sua residência, na Parede (Cascais).

## Discografia selecionada
Entre a sua discografia encontram-se: 
- 1979 - Obras de Fernando Lopes-Graça: Glosas sobre Canções Tradicionais Portuguesas, Prelúdio Canção e Dança, 3 Epitáfios, Variações sobre um Tema Popular Português, Editora EMI - Valentim de Carvalho
- 1981 - Lopes-Graça: Sonata Nº 5; Ao fio dos anos e das horas, Portugalsom [14]
- 1989 - Carta Branca a Ana Bela Chaves, duo com Ana Bela Chaves, Editora EMI-Valentim de Carvalho [15]
- 1987 - Olga Prats interpreta Astor Piazzola, Editora Polygram / Philips (reeditado em CD em 1996) [16]
- 1987 - Obras de Fernando Lopes-Graça: Sonata nº5, Ao Fio dos Anos e das Horas, Editora Strauss / Portugalsom (reeditado em CD em 1994)
- 1973 - Obras de Fernando Lopes-Graça: Sonata nº1, Sonata nº3, Três Velhos Fandangos Portugueses, Editora Strauss (reeditado em CD em 1995) [17]
- 2000 - Obras de Fernando Lopes-Graça: Álbum do Jovem Pianista, Mornas Caboverdianas, In Memoriam Béla Bartók - suite nº8, Editora Strauss / Portugalsom [18]

## Prémios e Reconhecimento
Em 6 de Junho de 2008 foi agraciada com as insígnias de Comendadora da Ordem Militar de Santiago da Espada pelo Presidente da República Portuguesa.  
O Instituto Politécnico de Lisboa distinguiu-a com a Medalha de Prata de Mérito em 2009. 
O realizador Miguel Costa realizou, em 2012, o documentário Olga Prats e os Compositores Portugueses, que se debruça sobre a carreira de Olga Prats, ao mesmo que tempo que faz uma retrospectiva da música portuguesa dos dois últimos séculos. 
Recebeu, em 2013, a Medalha de Mérito Municipal Grau Ouro da Câmara Municipal de Sintra. 